# Hayato Ikegaya
Hayato Ikegaya (født 30. marts 1992) er en japansk fodboldspiller, som spiller for den japanske fodboldklub AC Nagano Parceiro.